# Cv Inhaúma (V-30)
A Cv Inhaúma (V-30) foi uma corveta da Classe Inhaúma, da Marinha do Brasil. Este foi o navio líder de uma série de quatro corvetas da Classe Inhaúma.

## Origem do nome
A Corveta Inhaúma - V 30, ex-Almirante Inhaúma, foi o segundo navio a ostentar esse nome na Marinha do Brasil, em homenagem ao Almirante Joaquim José Inácio, o Visconde de Inhaúma.

## História
Foi autorizada em novembro de 1981 e o contrato foi assinado em 15 de fevereiro de 1982. Construída no AMRJ - Arsenal de Marinha do Rio de Janeiro. Teve sua quilha batida em 23 de setembro de 1983, foi batizada e lançada às 14:00h do dia 13 de dezembro de 1986, tendo como madrinha a Primeira Dama Sra. Marly Macieira Sarney, em cerimônia presidida pelo Presidente da República José Sarney, que contou com a presença do Ministro da Marinha, Almirante-de-Esquadra Henrique Sabóia. O navio Depois de realizar as provas de mar, foi submetida a Mostra de Armamento e incorporada à Armada em 12 de dezembro de 1989.
O Boletim de Ordens e Notícias da Marinha número 872 de 22 de novembro de 2016, informa que a Cerimônia de Mostra de Desarmamento da Corveta “Inhaúma”, presidida pelo Chefe do Estado-Maior da Armada, será realizada no Píer 2, da BNRJ, às 10h, do dia 25 de novembro de 2016.
No dia 18 de Junho de 2019, a Corveta Inhaúma V-30 foi propositalmente afundada durante um exercício de teste de mísseis da Marinha do Brasil, tendo sido atingida por um míssil antinavio AGM-119 "Penguin" lançado a partir de um helicóptero SH-16 Seahawk, bem como por outras bombas utilizadas contra ela durante esse exercício.

## Características
A embarcação tinha um deslocamento padrão de 1.700 toneladas (1.670 toneladas longas ) e 2.000 toneladas (1.970 toneladas longas) em plena carga. Media cerca de  95,8 metros de comprimento com uma boca de 11,4 m e um calado de 5,5 m. Dispunha de um sistema combinado de diesel ou gás (CODOG) composto por uma turbina a gás GE LM 2500 de 20.500 quilowatts (27.500  hp ) e dois motores diesel MTU 16 V 396 TB 94 de 5.800 kW (7.800 bhp) girando dois eixos. Isso ocasionava ao navio uma velocidade máxima de 27 nós (50 km / h; 31 mph) e um alcance de 4.000 milhas náuticas (7.400 km; 4.600 mi) a 15 nós (28 km / h; 17 mph).
Seu armamento eram quatro mísseis superfície-superfície Exocet (SSM) colocados centralmente e um canhão Mk 8 114 mm (4,5 pol) situado à frente.  Equipados com dois canhões antiaéreos (AA) Bofors 40 mm (1,6 pol)/70 em uma montagem dupla no topo da superestrutura traseira. Para a guerra anti-submarina, a Cv Inhaúma contava com tubos de torpedo Mk 32 324 mm (13 pol) em duas montagens triplas localizadas em ambos os lados da superestrutura para torpedos Mk 46. Um heliponto era localizado na popa do navio e podia operar um helicóptero Westland Super Lynx.
Os sensores da embarcação estava equipados com radar Plessey AWS-4, Kelvin Hughes Type 1007 e Selenia Orion RTN 10X e sonar Krupp Atlas ASO4 Mod 2.  Contava com contramedidas eletrônicas, as embarcação usava interceptação de radar IPqM/Elabra Defensor ET SLR-1X e bloqueadores de radar IPqM/Elabra ET SLQ-1. Eles também utilizavam duas contramedidas de palha Plessey Shield.  Os navios possuía sistemas de dados de combate Ferranti CAAIS 450 (Computer Aided Action Information System) e um sistema de controle de incêndio SAAB EOS-400.